# جانوران تک‌زی

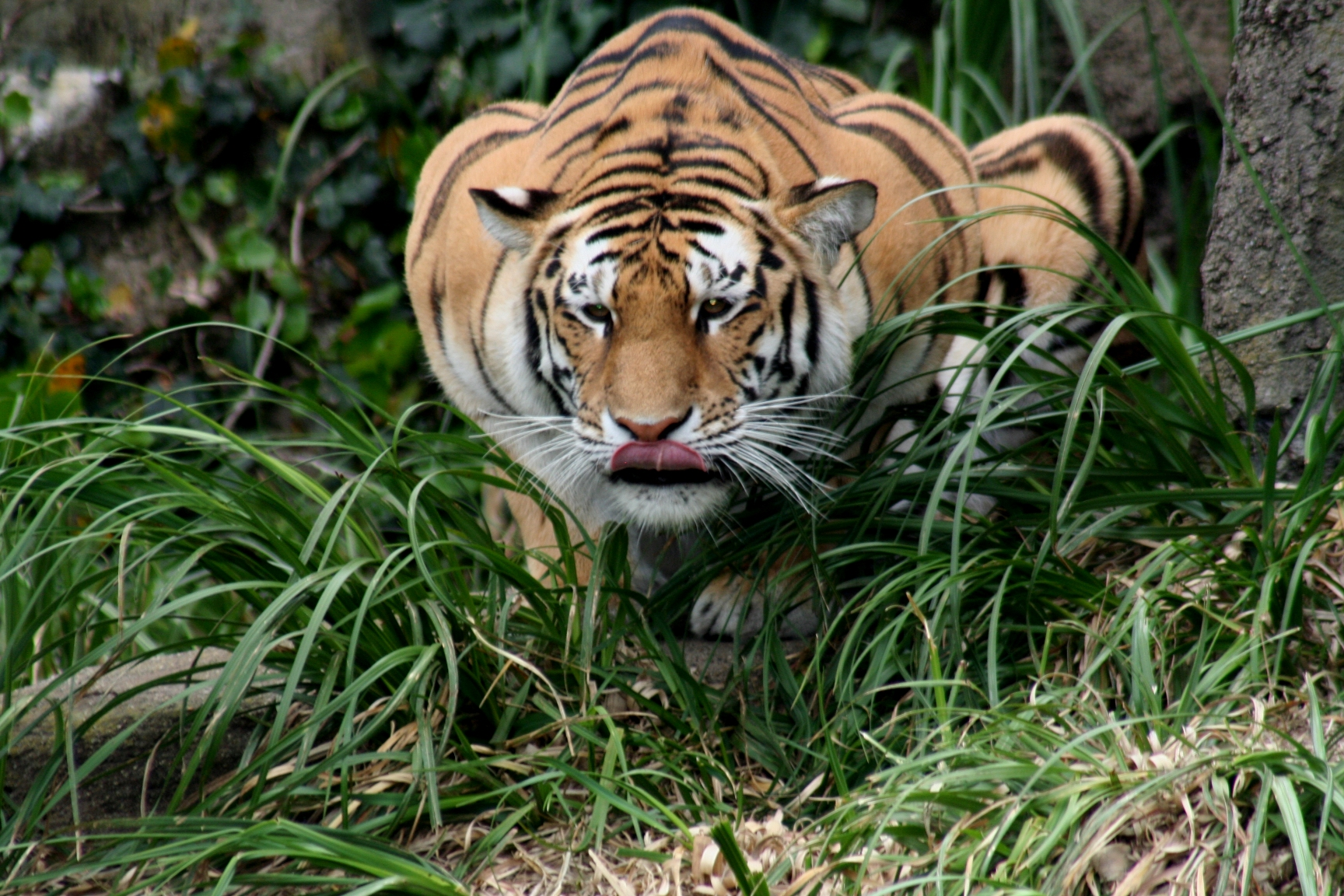
ببر یک شکارچی منفرد که برای سیر شدن و بقای خود و توله‎هایش از زندگی منفرد بهره می‌برد.

جانوران تک‌زی جانورانی هستند که بخش عمده زندگی خود را به تنهایی سر می‌کنند و تنها در زمان جفت‌گیری و پرورش فرزندان خود تنها نیستند. دلیل تک‌زی بودن آنها این است که برای بقای خود، در برابر هم‌نوع‌های خود قرار نگیرند.

## بی‎مهرگان تک‌زی
- آخوندک
- کنه

## مهره‌داران تک‌زی
- جگوار
- ببر
- پلنگ، پلنگ برفی و پلنگ ابری
- شیر کوهی (سرده)
- وشق و گربه دم‌کوتاه
- پلنگچه
- گربه وحشی
- خرس
- پاندا و پاندای سرخ
- موس
- کرگدن به استثنای کرگدن سفید
- موریانه‌خوار
- گورکن
- روباه
- کوآلا
- شیطان تاسمانی
- نوک‌اردکی
- لاک‌پشت دریایی
- Leopard gecko

## منایع
1. ↑  مشارکت‌کنندگان ویکی‌پدیا. «Solitary animal». در دانشنامهٔ ویکی‌پدیای انگلیسی، بازبینی‌شده در ۲۸ ژانویه ۲۰۱۸.